# Christoph Friedrich Wilhelm Nopitsch
Christoph Friedrich Wilhelm Nopitsch (* 4. Februar 1758 in Kirchensittenbach; † 22. Mai 1824 in Nördlingen) war ein deutscher Organist, Komponist und Musikdirektor in Nördlingen.

## Leben

### Familie und Ausbildung
Christoph Nopitsch wurde als ältester von vier Söhnen des evangelischen Pfarrers Conrad Nopitsch, aus einer niederösterreichischen Exulantenfamilie stammend, und dessen Frau Anna Barbara Mühling, in Kirchensittenbach geboren. Ein Bruder von Christoph Nopitsch war der Pfarrer und Lexikograph Christian Conrad Nopitsch.
Christoph Friedrich Wilhelm Nopitsch zeigte von frühester Kindheit an eine starke Neigung zur Musik. Deswegen wurde er auf Veranlassung des Vaters in Kirchensittenbach zunächst vom dortigen Schulmeister Kleemann auf dem Klavier und an der Violine unterrichtet. Mit sieben Jahren spielte er bereits Orgel. Bis zu seinem 14. Lebensjahr wurde Nopitsch von seinem Vater in Wissenschaften und Sprachen unterrichtet, danach besuchte er in Nürnberg die Schule zu St. Sebald. Auf Grund seines musikalischen Talentes wurde Nopitsch Frühmesser und Organist im Chor zu St. Sebald. In Nürnberg erhielt er Musikunterricht bei seinem Onkel, dem Organisten Johann Siebenkäs und beim Kapellmeister Georg Wilhelm Gruber.
Bereits in jungen Jahren komponierte er Werke für Klavier und Gesang, „welche mit Beifall aufgenommen wurden.“
Des Weiteren studierte er in Regensburg beim Fürstlich-Thurn-und-Taxischen Kammermusiker Joseph Riepel und in Passau bei Eberhard Beck. In Gotha suchte er seine vielen bereits erlangten Kenntnisse beim Kapelldirektor Georg Benda und Kapellmeister und Direktor des Hoftheaters, Anton Schweizer, zu erweitern und vertiefen, um als Leiter einer Kapelle und als „Tonsetzer“ (Komponist) wirken zu können.

### Nördlingen
1781 bewarb er sich für die Organisten- und Musikdirektorenstelle in der Freien Reichsstadt Nördlingen, nachdem die Reichsstadt Nürnberg seine Dienste abgelehnt hatte. Er setzte sich am 7. Mai 1781 – als jüngster unter den 18 Bewerbern – in theoretischen und praktischen Prüfungen durch (die Examinatoren waren Ignaz von Beecke, Joseph Reicha und Antonio Rosetti) und erhielt daraufhin die Stelle.
1783 wurde ihm für den Plan eines Orgelumbaus in St. Georg unentgeltlich das Nördlinger Bürgerrecht verliehen. Als 1791 der Stadtkantor Günzler zur Ruhe gesetzt wurde, wurde ihm auch diese Stelle teilweise übertragen; neun Jahre später erhielt Nopitsch die Stelle des Stadtkantors gänzlich. Er fühlte sich fortan in Nördlingen heimisch und lehnte zahlreiche Angebote aus anderen Städten, auch eines aus Frankreich 1801, ab.
1785 heiratete Nopitsch Friederica Sophia Güttlers († 1794), die älteste Tochter des Nördlinger Kaufmanns Friedrich Güttlers. Mit ihr hatte er sechs Töchter und zwei Söhne, einer davon war der spätere Mediziner und Bibliograf Carl Friedrich Nopitsch. In zweiter Ehe heiratete Nopitsch die Witwe Maria Felicitas Gullmann (geb. Klein) aus Lindau, mit welcher er zwei Töchter und zwei Söhne hatte. Der bayerische Kurfürst Maximilian IV. stand 1802 als Taufpate für einen Sohn Nopitschs zur Verfügung, welcher deswegen die Vornamen Max Joseph erhielt. Nopitsch und seine erste Ehefrau waren die Taufpaten der Tochter Paul Winebergers.
Nopitsch, der mit Wilhelm Ludwig Wekhrlin befreundet war, musste 1787 eine vierwöchige Gefängnisstrafe im Nördlinger Torturm absitzen, da er im Verdacht stand, Pasquills Wekhrlins verbreitet zu haben und den damaligen Bürgermeister von Tröltzsch kritisiert haben soll. In diversen Zeitungen wurde im Februar 1795 darüber berichtet, dass Nopitsch im Besitz eines Geheimnisses sein solle, mit welchem er im Stande sei, einer anderen Person, der dieses Geheimnis ebenfalls bekannt ist, innerhalb weniger Minuten, Nachricht von beispielsweise „Nördlingen aus bis nach Constantinopel zu geben“ und ebenso schnell wieder Antwort zu erhalten.
Am 6. September 1800 gab Nopitsch im Augsburger „hochgräflich-Fuggerischen“ Saal ein „großes Konzert“, wo er unter anderem einige Eigenkompositionen aufführte.
1812 wurde ein „Antrag auf Bestrafung des Musikdirektors Nopitsch, Nördlingen, wegen beleidigenden Äußerungen gegen den württembergischen König“ gestellt.
Der Musiker verstarb 1824 am „Brand“ (Gangrän) in hohem Ansehen. Sein Nachfolger war Friedrich Buck.
Christian Friedrich Daniel Schubart bezeichnete Nopitsch als einen „der gründlichsten und nachdrucksvollsten Organisten“ seiner Zeit und schrieb über ihn, er sei „ein Kopf von großer Erwartung. Er spielt die Orgel und das Klavier meisterhaft und hat einen sehr feurigen Vortrag. Seine Lieder und Klavierstücke verraten ein herrliches Talent für die Musik“. In Ernst Ludwig Gerbers Historisch-Biographischem Lexicon der Tonkünstler heißt es, Nopitsch „ist nicht nur ein großer Meister auf der Orgel, sondern spielt auch noch mehrere Instrumente mit Fertigkeit“.

## Werke (Auswahl)
- Klagegesang an mein Klavier auf die Nachricht von Minettens Tod von Schubart, herausgegeben (und laut dem Nürnbergischen Gelehrtenlexikon in Musik gesetzt[11]) von Nopitsch, Augsburg bei Conrad Heinrich Stage 1783 Digitalisat
- Simphonia in Es dur. (Allegro assai – Romanze, Andante – Menuetto – Rondo, Allegretto)
- Sinfonia in Eb No. II. (Allegro assai – Andante – Menuet – Finale: Presto)
- Sinfonia à piu Stromenti No. 3. (Sinfonie in G-Dur, Allegro assai – Andante/Allegretto – Menuet – Finale: Presto)
- Versuch eines Elementarbuchs der Singkunst für Trivial- und Normalschulen systematisch entworfen. Mit 6 Erklärungstabellen, vom Verfasser selbst gestochen, Nördlingen 1784. Digitalisat
- Sammlung von Arien auf (bzw. die Musik zu) Bürgers, Ramlers und Stolbergs Gedichten. Dessau 1784.
- Eine Ballade, In Gottes Tempel gieng ich früh, in Musik gesetzt.
- Ein großes Oratorium für Nürnberg. 1787
- Cantate am Dankfeste wegen Erwählung und Krönung Franz II. zum röm. Kaiser, den 12. August 1792; in der Hauptkirche der Reichsstadt Nördlingen aufgeführt.
- Air fur la mort du brave Latour d’Auvergne premier Grenadier de la République, Composé et arrangé pour sept Instrumens, Augsbourg 1800 (Link zum Text)
- Cantate auf den Tod des tapferen Helden Latour d’Auvergne, ersten Grenadier der französischen Republik (deutsche Übersetzung des obigen), ohne Jahr und Druckort
- Systematischer kurzgefasster Normal-Unterricht in der Tonkunst für die Singschüler.
- Einen kleinen und großen musikalischen Catechismus zum Gebrauch des Privatunterrichts, so wie auch der Trivial- und Normalschulen.
- Te Deum Laudamus nach Klopstockscher Übersetzung mit vollem Orchester
- Die Einsetzungsworte Christi
- Ouverture zur Oper Die Zauberleyer oder Orpheus und Euridice. Tragische Oper in drey Acten. (unvollendet, nur Ouvertüre vorhanden)
- Der lustige Doctor. Eine komische Oper.
- Concerti per il Forte Piano
- Friedens-Hymne
- Hebräische Lieder für drei Singstimmen
- Sechs neue Variationen uiber die Ariette: Blühe liebes Veilchen. (für Klavier)
- Die sieben Namensbuchstaben des Hamburgischen Herrn Kapellmeisters, Carl Filip Emanuel Bach, in einer Klavier Simfonie vorgestellet (das einzige heutzutage noch verlegte Werk von Nopitsch)
- Cantate bey dem von gesammten Nördlingischen Schule gefeyerten Amtsjubiläum des Herrn M. Johann Georg Günzler rudedonirten Lehrers der dritten Klasse und Kantors; aufgeführt am 4. März 1793. Digitalisat
- Stabat mater: a due Soprani. Due Alti. Due Tenori. Due Bassi. Due Flauti. Due Clarinetti in A. Due Oboi. Due Fagotti. Due Corni in E. Quattro Tromboni e Forte Piano, ohne Jahresangabe[12]
- Unterthänigster Glückwunsch [...] Nördlinger Bürger an [...] Seine Churfürstliche Durchlaucht Maximilian Joseph, (Lobgesang), Text von C. F. W. Nopitsch auf die Melodie von Freut euch des Lebens, Nördlingen, 1803 Digitalisat
- Cantata auf die hohen Namens- und Geburtsfeste unsrer geliebtesten Königinn und Landesmutter Caroline [...]. (Choro – Aria – Recitativo – Aria – Choral)

Des Weiteren sind neunzehn von Nopitsch komponierte Kirchenkantaten überliefert.